# Atton
Pour les articles homonymes, voir Atton (homonymie).
Atton est une commune française située dans le département de Meurthe-et-Moselle en région Grand Est.

## Géographie
La commune se situe à proximité de plusieurs voies de communications, routière (routes départementales D 120 et D 40), autoroutière (autoroute A31, sortie 27), aérienne, ferroviaire (le TGV passe à proximité) et fluviale. Proche de Nancy et de Metz (30 km), au pied des collines de Mousson et de Sainte-Geneviève, la commune est à 3 km de la ville de Pont-à-Mousson, dont le district contient la commune
| Mousson                   | Lesménils | Morville-sur-Seille |
| Pont-à-Mousson            | Atton     | Port-sur-Seille     |
| Blénod-lès-Pont-à-Mousson | Loisy     | Sainte-Geneviève    |

### Hydrographie
La commune est dans le bassin versant du Rhin au sein du bassin Rhin-Meuse. Elle est drainée par la Moselle, le ruisseau de Hare Vigne, le ruisseau de Ste-Genevieve, le ruisseau du Roquillon, le ruisseau la Morte et le ruisseau Ravin du Rupt,.
La Moselle, d'une longueur totale de 560 kilomètres dont 314 kilomètres en France, prend sa source dans le massif des Vosges au col de Bussang et se jette dans le Rhin à Coblence en Allemagne.

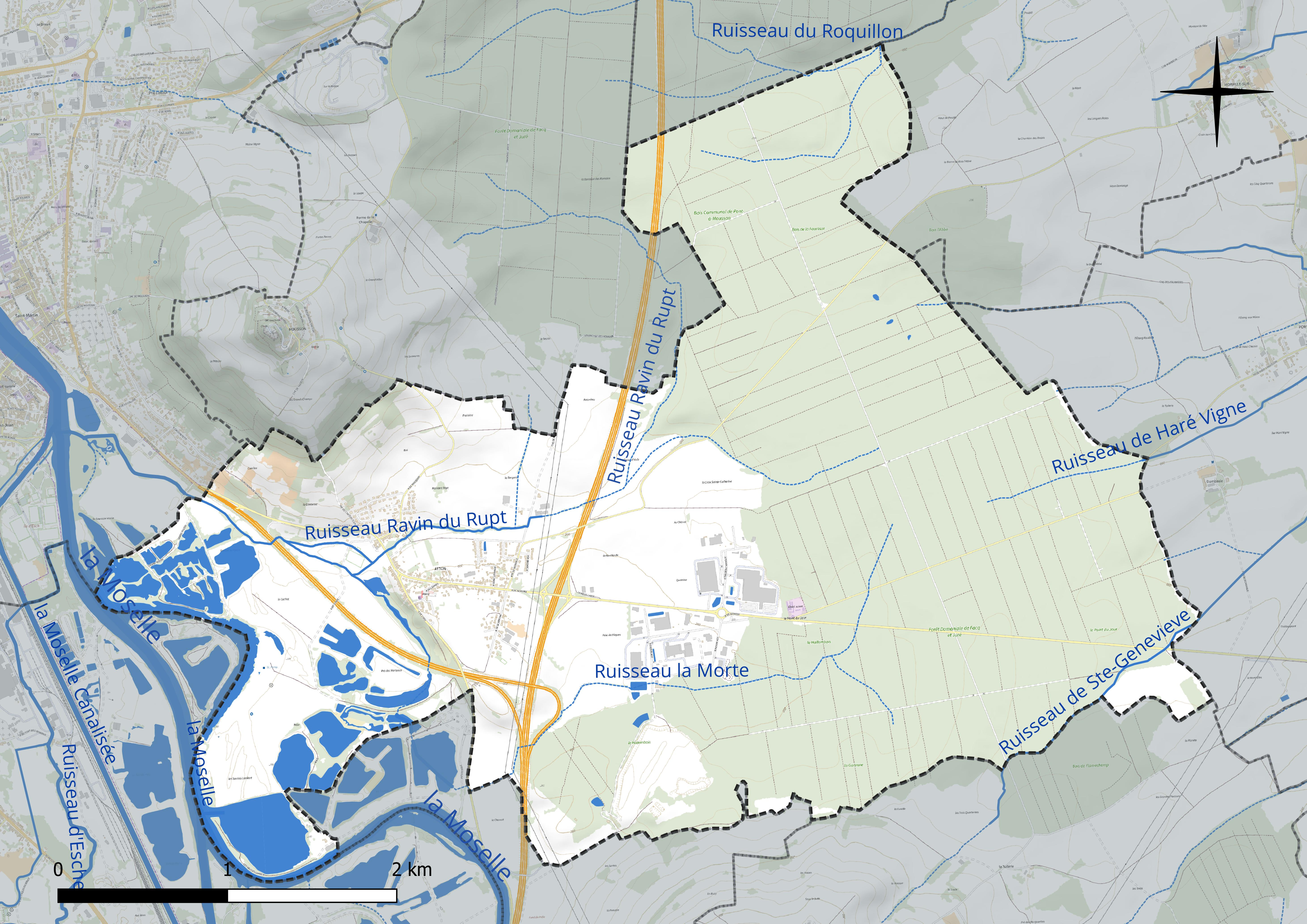
Réseau hydrographique d'Atton.

### Climat
Pour des articles plus généraux, voir Climat du Grand Est et Climat de Meurthe-et-Moselle.
En 2010, le climat de la commune est de type climat océanique dégradé des plaines du Centre et du Nord, selon une étude du Centre national de la recherche scientifique s'appuyant sur une série de données couvrant la période 1971-2000. En 2020, Météo-France publie une typologie des climats de la France métropolitaine dans laquelle la commune est exposée à un climat semi-continental et est dans la région climatique Lorraine, plateau de Langres, Morvan, caractérisée par un hiver rude (1,5 °C), des vents modérés et des brouillards fréquents en automne et hiver.
Pour la période 1971-2000, la température annuelle moyenne est de 9,8 °C, avec une amplitude thermique annuelle de 16,8 °C. Le cumul annuel moyen de précipitations est de 747 mm, avec 11,8 jours de précipitations en janvier et 8,9 jours en juillet. Pour la période 1991-2020, la température moyenne annuelle observée sur la station météorologique de Météo-France la plus proche, « Nonsard », sur la commune de Nonsard-Lamarche à 24 km à vol d'oiseau, est de 10,7 °C et le cumul annuel moyen de précipitations est de 690,8 mm. 
La température maximale relevée sur cette station est de 40,1 °C, atteinte le 25 juillet 2019 ; la température minimale est de −17 °C, atteinte le 1er mars 2005,,.
Les paramètres climatiques de la commune ont été estimés pour le milieu du siècle (2041-2070) selon différents scénarios d'émission de gaz à effet de serre à partir des nouvelles projections climatiques de référence DRIAS-2020. Ils sont consultables sur un site dédié publié par Météo-France en novembre 2022.

## Urbanisme

### Typologie
Au 1er janvier 2024, Atton est catégorisée bourg rural, selon la nouvelle grille communale de densité à sept niveaux définie par l'Insee en 2022.
Elle est située hors unité urbaine. Par ailleurs la commune fait partie de l'aire d'attraction de Nancy, dont elle est une commune de la couronne,. Cette aire, qui regroupe 353 communes, est catégorisée dans les aires de 200 000 à moins de 700 000 habitants,.

### Occupation des sols
L'occupation des sols de la commune, telle qu'elle ressort de la base de données européenne d’occupation biophysique des sols Corine Land Cover (CLC), est marquée par l'importance des forêts et milieux semi-naturels (55,4 % en 2018), une proportion sensiblement équivalente à celle de 1990 (55,9 %). La répartition détaillée en 2018 est la suivante : 
forêts (41,4 %), terres arables (21 %), milieux à végétation arbustive et/ou herbacée (14 %), eaux continentales (8,2 %), prairies (5,9 %), zones industrielles ou commerciales et réseaux de communication (3,4 %), zones urbanisées (2,6 %), mines, décharges et chantiers (1,9 %), zones agricoles hétérogènes (1,5 %). L'évolution de l’occupation des sols de la commune et de ses infrastructures peut être observée sur les différentes représentations cartographiques du territoire : la carte de Cassini (XVIIIe siècle), la carte d'état-major (1820-1866) et les cartes ou photos aériennes de l'IGN pour la période actuelle (1950 à aujourd'hui).

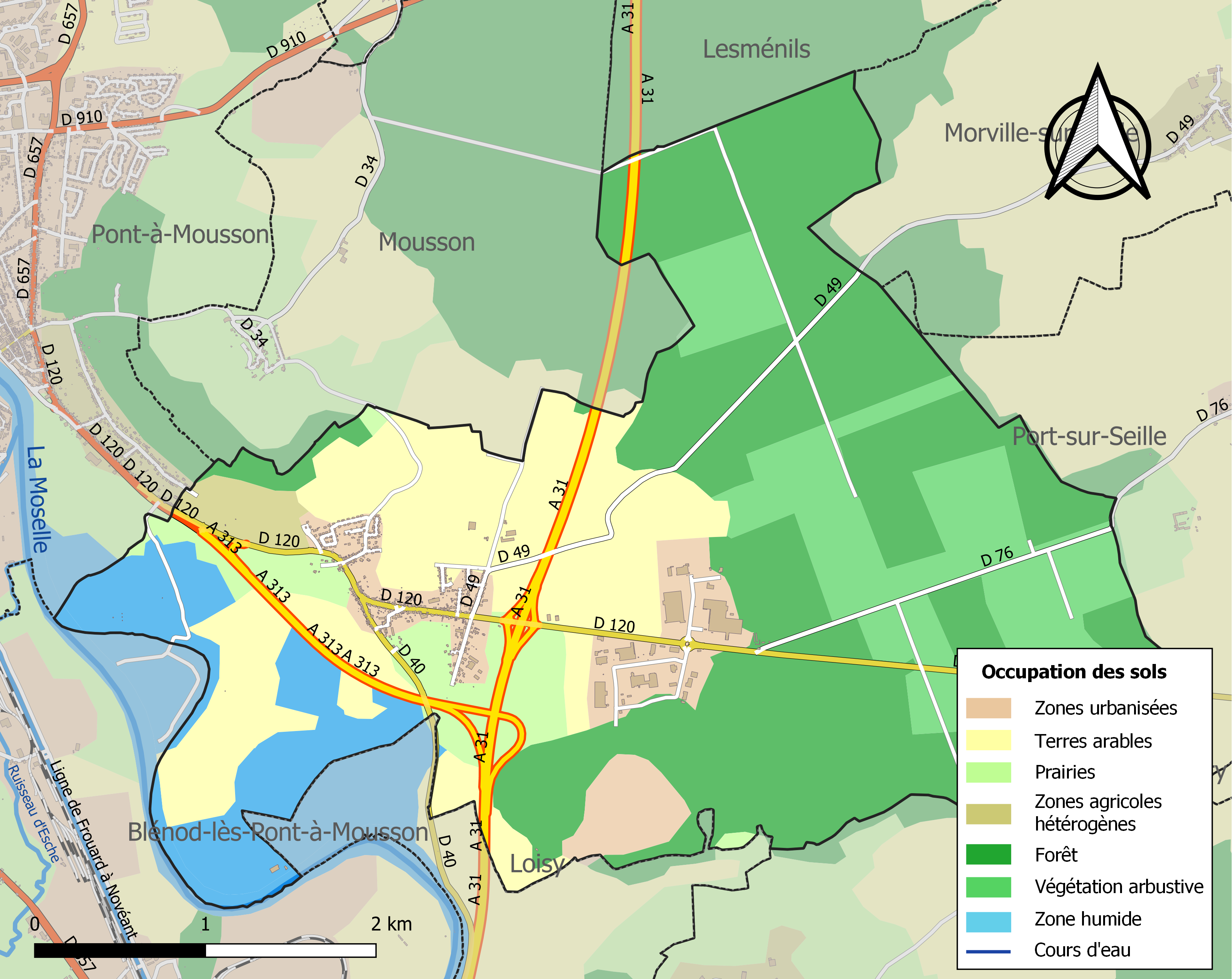
Carte des infrastructures et de l'occupation des sols de la commune en 2018 (CLC).

## Toponymie
Le nom de la localité est attesté sous les formes Stadonis (836) ; Villa Stodonis (932) ; Estons (1261) ; Atons (1270) ; Atons (1301) ; Athons (1306) ; Esthons (1324) ; Atos ultra Pontem (1359) ; Acton (1480) ; Atton ou Hatton (1719) ; Etton-devant-le-Pont (1724) ; Atton (1793).

De attegia (cabane, souvent couverte de roseaux) ou du nom ethnique roman Staton, devenu un nom de personne.

## Histoire
- Présence gallo-romaine : le lieu-dit Atrée (ou Cimetière) des Allemands serait le lieu de sépulture des Germains tués en 366 par les armées de Jovin.

Durant la guerre de 1870, la ville est occupée par les Prussiens
- Destructions au cours de la guerre 1914-1918 et en 1944 (85 %).

## Politique et administration
| Période                                  | Période      | Identité                  | Étiquette | Qualité                           |
| ---------------------------------------- | ------------ | ------------------------- | --------- | --------------------------------- |
| Les données manquantes sont à compléter. |              |                           |           |                                   |
| ??                                       | ??           | Nicolas Guichard          |           | Fermier - Thuillier               |
| mars 2001                                | juillet 2020 | Gérard Liger              |           | Retraité salarié du secteur privé |
| juillet 2020                             | En cours     | Marlène Curina-Prillieux, |           | Professeur                        |

## Population et société

### Démographie
Les habitants sont nommés les Attonais.

L'évolution du nombre d'habitants est connue à travers les recensements de la population effectués dans la commune depuis 1793. Pour les communes de moins de 10 000 habitants, une enquête de recensement portant sur toute la population est réalisée tous les cinq ans, les populations de référence des années intermédiaires étant quant à elles estimées par interpolation ou extrapolation. Pour la commune, le premier recensement exhaustif entrant dans le cadre du nouveau dispositif a été réalisé en 2004.

En 2022, la commune comptait 899 habitants, en évolution de +10,58 % par rapport à 2016 (Meurthe-et-Moselle : −0,13 %, France hors Mayotte : +2,11 %).
| 1793 | 1800 | 1806 | 1821 | 1831 | 1836 | 1841 | 1846 | 1851 |
| ---- | ---- | ---- | ---- | ---- | ---- | ---- | ---- | ---- |
| 234  | 318  | 331  | 416  | 430  | 452  | 475  | 518  | 540  |

| 1856 | 1861 | 1872 | 1876 | 1881 | 1886 | 1891 | 1896 | 1901 |
| ---- | ---- | ---- | ---- | ---- | ---- | ---- | ---- | ---- |
| 498  | 498  | 459  | 512  | 506  | 484  | 441  | 453  | 431  |

| 1906 | 1911 | 1921 | 1926 | 1931 | 1936 | 1946 | 1954 | 1962 |
| ---- | ---- | ---- | ---- | ---- | ---- | ---- | ---- | ---- |
| 421  | 388  | 312  | 326  | 336  | 317  | 249  | 369  | 477  |

| 1968 | 1975 | 1982 | 1990 | 1999 | 2004 | 2006 | 2009 | 2014 |
| ---- | ---- | ---- | ---- | ---- | ---- | ---- | ---- | ---- |
| 523  | 530  | 522  | 625  | 637  | 695  | 770  | 782  | 799  |

| 2019 | 2022 | - | - | - | - | - | - | - |
| ---- | ---- | - | - | - | - | - | - | - |
| 872  | 899  | - | - | - | - | - | - | - |

## Économie
Les équipements sociaux, sportifs, culturels et économiques du district de Pont-à-Mousson sont disponibles pour les habitants d'Atton. La zone industrielle d'Atton est l'un des points forts du développement économique du bassin de vie de Pont-à-Mousson.
C'est à Atton qu'est basé le siège d'Est Ouvrages, société spécialisée en ouvrages d'art, qui travaille dans toute la région.

## Culture locale et patrimoine

### Lieux et monuments
- Vestiges de la voie antique dite "le Ferré Romain", reliant Lyon à Trèves.
- Quelques tumulus en forêt de Facq.
- Église Saint-Germain XVIIIe siècle : tour reconstruite après 1918.

### Héraldique, logotype et devise
| Blason de Atton | Blason  | D'azur semé de croisettes recroisetées au pied fiché d'or, à deux pals d'argent brochants, celui de dextre ondé. |
| Blason de Atton | Détails | Adopté en 1992.                                                                                                  |